# Football Federation American Samoa
De Football Federation American Samoa (FFAS) is de voetbalbond van Amerikaans-Samoa. De bond werd op 3 november 2007 opgericht en is de opvolger van de in 1984 opgerichte American Samoa Football Association (ASFA). De ASFA was sinds 1996 aangesloten bij de OFC en sinds 1998 bij de FIFA. De bond zetelt in Pago Pago.
De FFAS is onder meer verantwoordelijk voor het Amerikaans-Samoaans voetbalelftal en de FFAS Soccer League.